# 希爾達·海妮
希爾達·凯茜·海妮（英語：Hilda Cathy Heine，1951年4月6日—），馬紹爾群島的教育家和政治家，現任馬紹爾群島總統及第8任馬紹爾群島總統，為該國首任女性總統。她在南加州大學取得教育博士學位，是首位獲得博士學位的馬紹爾群島女性。

## 早年與教育
1970年，海妮於俄勒岡大學完成學士課程，此後於1975年在夏威夷大學獲得碩士學位。2004年，她更得到南加州大學教育博士學位。

## 生涯
2019年獲頒臺灣輔仁大學名譽哲學博士學位。